# Charlie Gillespie
Charles "Charlie" Jeffrey Gillespie (Dieppe, 26 de agosto de 1998) é um ator e cantor canadense, mais conhecido pelo papel de Luke Patterson na série Julie and the Phantoms da Netflix.

## Vida pessoal
Charlie nasceu e cresceu em Dieppe, Novo Brunswick, Canadá. Ele fala inglês e francês fluentemente, visto que são as línguas oficiais do seu estado. Ele tem 1,73 de altura.
Gillespie tem três irmãos mais velhos e uma irmã mais nova. Todos eles foram encorajados pela sua mãe a tocar instrumentos desde pequenos. Charlie sempre tocou violão e começou a tocar guitarra elétrica para o seu papel em Julie and the Phantoms.
Depois de terminar o ensino médio mais cedo, Gillespie mudou-se para Toronto e mais tarde para Los Angeles para se tornar ator.
Charlie também já revelou que estava quase desistindo de atuar pois não conseguia nenhum trabalho antes de Julie and the Phantoms.

## Carreira
Em 2020, Charlie Gillespie protagonizou o maior projeto de sua carreira como Luke Patterson na série musical da Netflix, Julie and the Phantoms. Na série, Gillespie canta, toca guitarra e escreveu ainda a música Perfect Harmony com a protagonista Madison Reyes. A música faz parte da banda sonora oficial da série.
| Ano  | Título                  | Papel          | Notas                               |
| ---- | ----------------------- | -------------- | ----------------------------------- |
| 2014 | La gang des hors-la-loi | Tiger          | Filme em francês                    |
| 2015 | Galala                  | Local host     | Apresentador de programa em francês |
| 2017 | Degrassi: Next Class    | Oliver         | Série                               |
| 2017 | The Next Step           | Marcus         | Série                               |
| 2018 | 2nd Generation          | Brody Johnson  | Série                               |
| 2018 | Speed Kills             | Andrew Aronoff | Filme                               |
| 2018 | Charmed                 | Brian          | Série                               |
| 2019 | I Am the Night          | Surfer Hank    | Série                               |
| 2019 | The Rest of Us          | Nathan         | Filme                               |
| 2020 | Runt                    | D-Rat Ronnie   | Filme                               |
| 2020 | Julie and the Phantoms  | Luke Patterson | Série (Protagonista)                |
| 2020 | Love You Anyway         | Lucas Parker   | Filme                               |

## Discografia

### Álbuns de trilha sonora
| Título                                                         | Detalhes | Melhores posições nas paradas | Melhores posições nas paradas | Melhores posições nas paradas | Melhores posições nas paradas | Melhores posições nas paradas | Melhores posições nas paradas |
| Título                                                         | Detalhes | AUS                           | BEL (FL)                      | FRA                           | NLD                           | NZ                            | US                            |
| -------------------------------------------------------------- | --- | ----------------------------- | ----------------------------- | ----------------------------- | ----------------------------- | ----------------------------- | ----------------------------- |
| Julie and the Phantoms: Music from the Netflix Original Series | - Lançamento: 10 de setembro de 2020 - Gravadora: Maisie Music Publishing - Formatos: CD, download digital, streaming | 35                            | 47                            | 182                           | 57                            | 36                            | 163                           |